# Monoenergism
Monoenergism (av grekiska monos ’ensam’ och energia ’energi’), kättersk kristologisk lära som hävdar, att Kristus utverkar både mänskliga och gudomliga gärningar genom en gudomlig-mänsklig energi. 
Monoenergismen, som är nära besläktad med monofysitismen, förbjöds slutligen vid konciliet i Konstantinopel 680-681, som fastslog att det finns två viljor (dyoteletism) och två energier (dyoenergism) i Kristus.